# Попенківський заказник
Попенківський — гідрологічний заказник місцевого значення в Україні, об'єкт природно-заповідного фонду Полтавської області.
Розташований у Козельщинському районі Полтавської області на південній околиці села Харченки.
Площа заказника, який являє собою болотний масив, — 96 га. Створений відповідно до Рішення Полтавського облвиконкому від 16.11.1979 р. Перебуває у віданні Мануйлівської сільської ради.